# (9082) Леонардмартин
(9082) Леонардмартин (лат. Leonardmartin) — астероид, относящийся к группе астероидов, пересекающих орбиту Марса, который был открыт 4 ноября 1994 года американскими астрономами Кэролин Шумейкер и Юджином Шумейкером в Паломарской обсерватории и назван в честь американского планетарного астронома Леонарда Дж. Мартина.

Орбита астероида Леонардмартин и его положение в Солнечной системе